# Notolabrus
Notolabrus – rodzaj ryb okoniokształtnych z rodziny wargaczowatych.

## Klasyfikacja
Gatunki zaliczane do tego rodzaju:

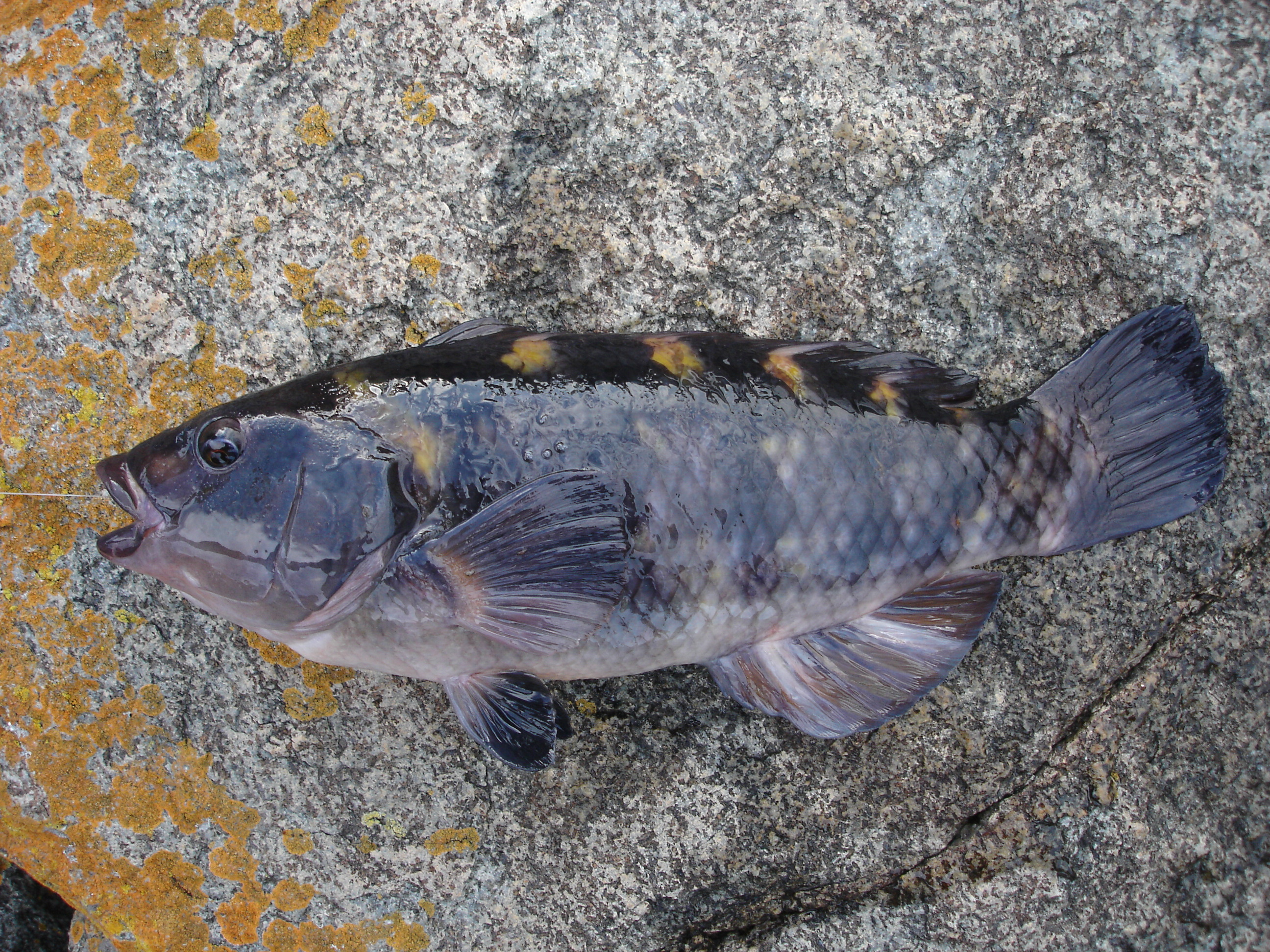
Notolabrus celidotus
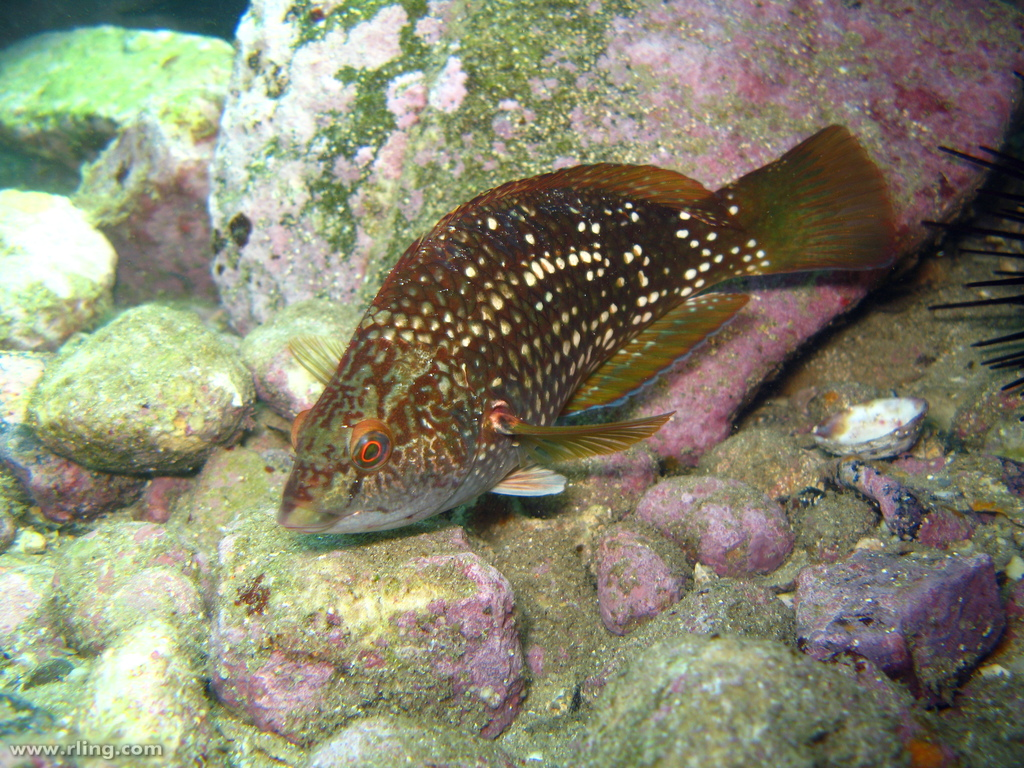
Notolabrus cinctus
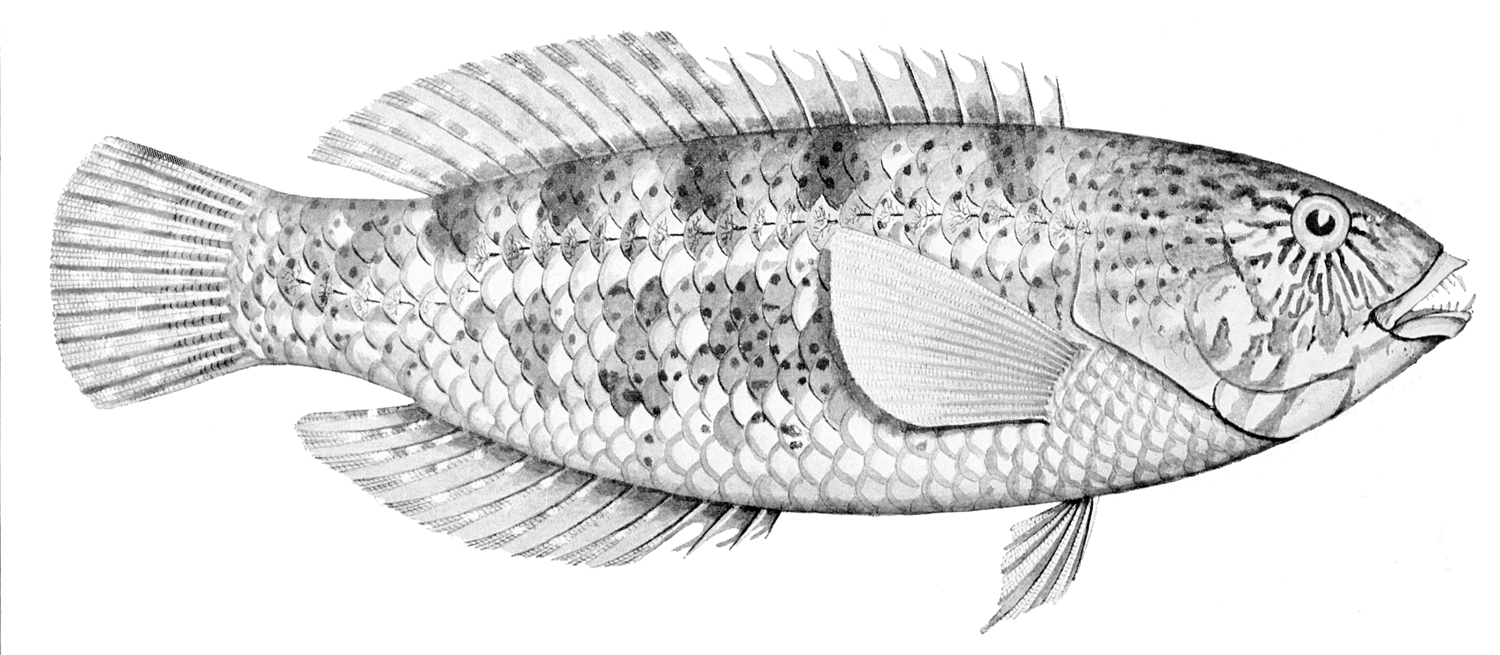
Notolabrus fucicola
- Notolabrus gymnogenis
- Notolabrus inscriptus
- Notolabrus parilus
- Notolabrus tetricus

- Notolabrus fucicola
- Notolabrus gymnogenis
- Notolabrus parilus